# Russula aeruginea
Russula aeruginea es una especie de hongo comestible, basidiomiceto de la familia Russulaceae.

## Características
La forma del sombrero (píleo) es convexo aplanado y cuando madura está hundido en el centro, puede medir hasta 12 cm de diámetro, su color es blanquecino verdoso, el estipe es cilíndrico, de color blanquecino y puede tener un color de óxido en la base, puede medir hasta 8 cm de largo y tener un grosor de 2 cm.
Crece a finales del verano y principio del otoño, principalmente en las zonas húmedas de los abedules, además se han encontrado ejemplares en bosques de coníferas.

## Localización geográfica
Esta especie se distribuye por Europa y América del Norte.

## Comestibilidad
Es comestible, su carne es blanca, frágil y sin olor, de sabor suave.